# Crucifixion (Masaccio)
Pour les articles homonymes, voir Crucifixion (homonymie).
La Crucifixion est une peinture a tempera sur bois datée et réalisée vers 1426 par l'artiste italien de la première Renaissance, le Florentin Masaccio. Elle fait partie d'un ensemble plus important, le Polyptyque de Pise, dont les panneaux ont été dispersés et dont elle constituait la partie centrale supérieure. Elle est conservée au musée de Capodimonte de Naples.

## Historique
Destiné à l'église Santa Maria del Carmine à Pise pour la chapelle consacrée à saint Julien, commandé par le notaire ser Giuliano di Colino degli Scarsi de San Giusto, le Polyptyque de Pise est l'œuvre la mieux documentée de Masaccio, grâce à un client particulièrement précis, qui a noté tous les paiements et rappels effectués au peintre.
Le 19 février 1426, Masaccio est à Pise pour signer le contrat pour la somme de 80 florins, avec lesquels il doit également pourvoir aux matériaux les plus chers : l'or du fond et le bleu outremer de bonne qualité. Après divers rappels et demandes de s'engager exclusivement pour ces travaux, le 26 décembre, Masaccio reçoit le solde.
Vers 1568, Giorgio Vasari voit le polyptyque d'un peu plus de cinq mètres de haut et le décrit dans la deuxième édition de ses Vite.
À la fin du XVIe siècle, le polyptyque est retiré de l'autel, lorsque le jubé contre lequel la chapelle est adossée est démoli, et par la suite démantelé et dispersé. Une tentative de reconstruction est rendue possible grâce à une description détaillée de l'œuvre par Vasari. Onze morceaux des dix-sept panneaux (au moins) qui composaient l'œuvre ont été trouvés à partir de 2010, mais ils sont insuffisants pour reconstituer de manière fiable son ensemble.

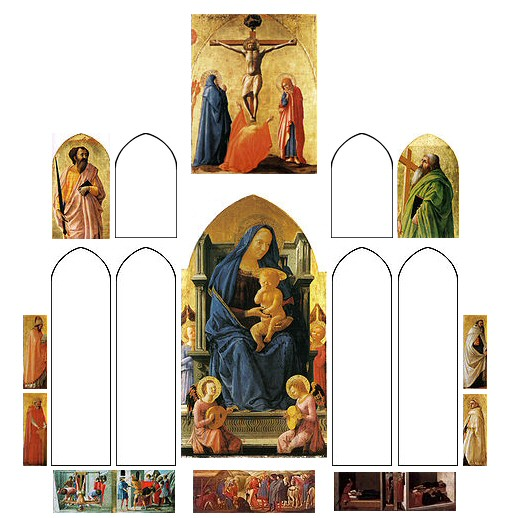
Possible reconstitution du polyptyque.

La Crucifixion réapparait en 1899, attribuée à Fra Angelico. Le panneau est acheté par le musée en 1901 comme œuvre d'un Florentin anonyme, après une longue tractation avec un certain Gaetano de Simone, selon qui le panneau fait partie des collections de sa famille. En 1906, Wilhelm Suida le reconnait comme une œuvre de Masaccio et l'associe au polyptyque pisan.

## Description
La Crucifixion était placée au-dessus du panneau central du retable, qui représentait la Vierge assise avec l'Enfant Jésus sur ses genoux, flanquée de 2 paires d'anges.
Ce panneau montre la scène de la Crucifixion avec quatre figures présentes sur le Golgotha : le Christ, la Vierge, saint Jean et Marie Madeleine, très reconnaissables à sa robe rouge typique, agenouillée de dos au centre. Cette dernière est créée presque exclusivement par son geste désespéré, alors qu'elle écarte les bras au ciel et plie le dos. Marie à gauche et Jean à droite sont tous les deux mains jointes, dans des poses immobiles et seule Marie Madeleine adopte une pose plus prononcée de la douleur, à la manière méditerranéenne des pleureuses.
Le visage bruni du Christ est capturé au moment de son décès, dans l'abandon de son corps sans vie, alors qu'il vient de prononcer, en s'adressant à saint Jean, les paroles « Voici ta mère ! », avec lesquelles il lui a confié la Vierge. La Vierge se tient désormais immobile au pied de la croix, les mains jointes de douleur, droite de toute sa stature, dans son grand manteau bleu, comme pétrifiée par l'angoisse. De l'autre côté de la croix se trouve saint Jean avec la tête tristement inclinée sur ses mains jointes ; le mouvement de ses bras est souligné par le bleu d'une manche qui contraste avec le rouge du manteau. Son visage est brisé et il semble essayer de retenir ses larmes. Au sommet de la croix se trouve l'arbre de vie, symbole de renaissance : lorsque Judas s'est pendu, l'arbre renaît.
La scène semblerait immobile - comme si avec le passage du Christ le temps s'était également arrêté - sans la présence de Madeleine que l'on ne voit que de dos, ses longs cheveux blonds détachés sur son manteau écarlate, et qui semble avoir récemment fait irruption dans la scène et s'agite, décomposée par la douleur.

## Style
Bien que le fond doré, employé à la demande du commanditaire, reprenne la formule médiévale pour la représentation des scènes sacrées, Masaccio crée ici un effet de réalité en décrivant l'événement, comme si le spectateur, debout devant l'autel, pouvait vraiment le voir. De cette façon, il tente de relier le spectateur à la scène, pour rendre le sacré accessible au Chrétien ordinaire.
On découvre une solidité nouvelle dans les volumes dans lesquels Masaccio attire la lumière ; son langage dépourvu de rhétorique redéfinit les canons de la représentation sacrée en exprimant le drame dans une composition réduite au strict nécessaire.
Vu de face, le Christ semble avoir la tête complètement enfouie dans les épaules, comme livré à la mort. Le panneau doit être vu de bas en haut comme lorsqu'il était installé à son emplacement d'origine : dans cette perspective, le cou apparaît caché par la poitrine anormalement saillante. Même le corps, aux jambes disjointes par la torture, apparaît décalé de la perspective. Masaccio a tenté de raccourcir le corps du Christ en perspective, mais l'effet expérimental obtenu est plus maladroit qu'illusionniste. Il s'agit de la première tentative du genre qui témoigne bien du climat expérimental du début de la Renaissance florentine. Miklós Boskovits a souligné la position frontale inédite, très rare depuis le déclin des Cristus Triomphans du début du XIIIe siècle.
Dans ce panneau de Masaccio, Marie Madeleine a une force expressive incomparable qui marque le point culminant du pathos de la scène. Roberto Longhi pensait que la figure de la Madeleine était un ajout un peu plus tardif qui chevauchait le pied de la croix, comme le suggère les auréoles  à fortes décorations, lesquelles ont été ajoutées à une époque postérieure à la peinture du panneau.

## Postérité
La peinture fait partie du musée imaginaire de l'historien français Paul Veyne, qui le décrit dans son ouvrage justement intitulé Mon musée imaginaire.

## Exposition
Cette peinture est exposée dans le cadre de l'exposition Naples à Paris. Le Louvre invite le musée de Capodimonte au musée du Louvre du 7 juin 2023 au 8 janvier 2024.